# Roland Forthomme
Roland Forthomme (3 november 1970) is een Belgisch carambolebiljarter.

## Levensloop
Forthomme behoort in het driebanden tot de wereldtop. Hij veroverde de Beker van België in 2000, 2002, 2005, 2006, 2010, 2017 en 2022.
Hij won twee keer een wereldbekertoernooi driebanden namelijk in september 2005 in  Hurghada en in mei 2006 in Volos. 
Hij eindigde begin juni 2008 als derde in het Europees kampioenschap driebanden in Florange door in de kwartfinale met 3-0 te winnen van Filipos Kasidokostas en in de halve finale met 3-0 te verliezen van Dick Jaspers. Eind juli 2008 won hij de prestigieuze Sang Lee International door in de finale Frédéric Caudron te verslaan en verdiende daarmee $25.000.